# Microgale gracilis
Microgale gracilis is een zoogdier uit de familie van de tenreks (Tenrecidae). De wetenschappelijke naam van de soort werd voor het eerst geldig gepubliceerd door Charles Immanuel Forsyth Major in 1896.

## Voorkomen
De soort komt voor in oostelijk Madagaskar.